# 青木瑠璃子
青木 瑠璃子（あおき るりこ、1990年3月24日 - ）は、日本の女性声優。埼玉県出身。アスレーベン所属。

## 経歴
初めて声優という職業を意識したのは中学生のとき。さいたま市内の高校に進学した際は放送部に所属し、アナウンサーのほか制作系、広告関係も意識して活動していた。
その後、可能性を広く持つため放送関係を目指して大学に進学。大学1年時の2009年3月7日に第3回声優アワード新人発掘オーディションにて合格し、アトミックモンキーに所属。主にラジオ番組でのパーソナリティやアシスタントとして活動。
2011年にはラジオ『ポアロのあと何分あるの?』内のコーナーからラジオドラマ化した『メショムの魔法使い デスタスタディオン・ワーワー』における新宿バルト9 / デスタスタディオン・ワーワー役で初主演。後にコミックマーケットでドラマCDとして頒布された。
法政大学社会学部メディア社会学科卒業。
2013年には『ラジオどっとあい』の54代目パーソナリティーを担当。
2015年頃から、任天堂ゲームの『Splatoon』や「ゼルダの伝説シリーズ」でのイベントやプレイ映像など出演が多くなる。
2016年には東京ゲームショウの公式ナビゲーターやNHK音楽祭の司会を務めるなど、その活躍の幅を広げている。
2020年4月より、所属事務所とは関係のない個人活動として、生配信を中心としたYouTube活動を期間限定で開始。
2023年7月末より、長めの文章や写真を載せるなどの目的でnoteを開始。
2025年6月30日付けでアトミックモンキーを退所。7月1日より新設事務所のアスレーベンに所属。

## 人物
座右の銘は「千載一遇」。
好きな食べ物は紅茶とコーヒー、白湯、イタリアン、カロリーの高い食べ物、チョコレート。嫌いな食べ物はきゅうりとキウイ。
趣味は剣道、水泳、ゲーム。公式プロフィールにはカラオケも趣味であると記載されていた。また、書道に関しても段位を所持している。
好きな本はミステリー系で、特に島田荘司の『御手洗潔』シリーズが好き。
かつては「おじゃいも白書」というブログを運営していたが、現在は閉鎖されている。しかし、文章を書くことは続けたいと語っており、現在は『CINDERELLA PARTY!』におけるブロマガを担当している。
2015年6月から2018年12月まで、WebNewtypeにて「青木瑠璃子のリアルダンジョントラベラー」というコラムを担当していた。
アレックスというハムスターを飼っており、定期的に「#今日のアレックス」というハッシュタグをつけてTwitterに写真を上げていたが、亡くなっていたことが2015年10月31日にTwitterで報告された。
ゲーマーであり、2 - 3歳のころには「ドラゴンクエストシリーズ」や「マリオシリーズ」をプレイしていた。鉛筆より先にコントローラーを持っていたのではないかと語るほどである。特に「ゼルダの伝説シリーズ」のファンで全作品をプレイしているとのこと。中でも2000年発売の『ゼルダの伝説 ムジュラの仮面』は今でも数か月に一度はプレイしているのだという。また、リメイク作である『ゼルダの伝説 ムジュラの仮面 3D』の発売直前生放送には「ただのファン」として出演した。
この放送がきっかけとなり、「ゼルダの伝説30周年記念コンサート」にも司会として登壇している。
声優の飯塚雅弓は大学の先輩にあたる。
弟がいる。

## 出演
太字はメインキャラクター。

### テレビアニメ
2012年
- 銀河へキックオフ!!（女子生徒）
- しろくまカフェ（小学生）
- ソードアート・オンライン（プレイヤー）
- となりの怪物くん（マキ）
- 遊☆戯☆王ZEXAL（研究員）

2013年
- 幻影ヲ駆ケル太陽（プリシラ・トワイライト）
- サムライフラメンコ（女子B、女子）
- 波打際のむろみさん（人魚2）

2014年
- 四月は君の嘘（観客、アナウンス、放送部女子）
- それでも世界は美しい（女官・ランラ）
- ノラガミ（圭一のママ、教師）
- ハピネスチャージプリキュア!（女子生徒）
- ハマトラ（女子高生、ニュースキャスター）

2015年
- アイドルマスター シンデレラガールズ（多田李衣菜） - 2シリーズ
- クロスアンジュ 天使と竜の輪舞（ノンナ）

2016年
- 91Days（ネロ・ヴァネッティ〈年少期〉）
- アイドルメモリーズ（羅雨照）

2017年
- 弱虫ペダル NEW GENERATION（女子生徒）
- 覆面系ノイズ（担任教師）
- サクラクエスト（野毛少年）
- ROBOMASTERS THE ANIMATED SERIES（カトリーナ、女子部員A）
- アイドルマスター シンデレラガールズ劇場（2017年 - 2019年、多田李衣菜） - 3シリーズ

2018年
- 斉木楠雄のΨ難（女子B）
- たくのみ。（桐山ママ）
- ウマ娘 プリティーダービー（2018年 - 2023年、エアグルーヴ） - 3シリーズ
- 軒轅剣 蒼き曜（慕輿柔）
- 抱かれたい男1位に脅されています。（女性A）

2019年
- 博多明太!ぴりからこちゃん（アユ、客）
- 厨病激発ボーイ（九十九雪那、九十九美琴、少女のお母さん、書記）
- あひるの空（2019年 - 2020年、女子部員、女子生徒）

2020年
- ネコぱら（母親、海の家の妹）
- pet（瞳）
- どるふろ -狂乱篇-（M590）
- 歌舞伎町シャーロック（セシリア・モラン）
- ランウェイで笑って（市原里美）
- うまよん（エアグルーヴ）

2021年
- ドラえもん（テレビ朝日版第2期）（娘）
- 迷宮ブラックカンパニー（レポーター）
- マブラヴ オルタネイティヴ（2021年 - 2022年、香月夕呼） - 2シリーズ
- プラオレ!〜PRIDE OF ORANGE〜（菊池樹里）
- 古見さんは、コミュ症です。（2021年 - 2022年、尾根峰ねね） - 2シリーズ

2022年
- 盾の勇者の成り上がり（2022年 - 2023年、エクレール） - 2シリーズ
- 咲う アルスノトリア すんっ!（大アルベール）
- 惑星のさみだれ（キル＝ゾンネ）

2023年
- 老後に備えて異世界で8万枚の金貨を貯めます（エリーヌ）
- 便利屋斎藤さん、異世界に行く（フランリル）
- 英雄王、武を極めるため転生す 〜そして、世界最強の見習い騎士♀〜（生徒）
- 女神のカフェテラス（2023年 - 2024年、幕澤桜花） - 2シリーズ
- 青のオーケストラ（高橋翼）
- AIの遺電子（中野）
- ポーション頼みで生き延びます!（恭子）
- BEYBLADE X（2023年 - 2025年、冥殿メイコ）
- 川越ボーイズ・シング（茨戸佐織）
- Helck（ルーフ）

2024年
- 明治撃剣-1874-（ダリオ）
- 俺だけレベルアップな件（2024年 - 2025年、今宮さつき） - 2シリーズ
- アクロトリップ（三条）
- 君は冥土様。（鰀目水薙）

2025年
- Unnamed Memory Act.2（ファイドラ）
- 妖怪学校の先生はじめました!（塗仏）
- さわらないで小手指くん（本郷みゆき ）

### 劇場アニメ
- おおかみこどもの雨と雪（2012年）
- プリンセス・プリンシパル Crown Handler 第2章（2021年、マリー）
- らくだい魔女 フウカと闇の魔女（2023年、クラスメイト）
- 劇場版モノノ怪 唐傘（2024年、勝沼マツ[48]）

### OVA
- コイ☆セント（2011年、女子高生）
- ウマ娘 プリティーダービー BNWの誓い（2018年、エアグルーヴ）
- うまよん（2021年、エアグルーヴ） - Blu-ray BOX新作ショートアニメ
- OVA アズールレーン Queen's Orders（2023年、シリアス）

### Webアニメ
- アイドルマスター シンデレラガールズ劇場 火曜シンデレラシアター / Extra Stage（2017年 - 2021年、多田李衣菜[28]） - 2シリーズ
- 爆丸アーマードアライアンス（2020年 - 2021年、トレイ、バーベトラ）
- オルタード・カーボン: リスリーブド（2020年、Additional Voice）
- 人形学園（2022年、若水[49]）
- CINDERELLA GIRLS 10th Anniversary Celebration Animation ETERNITY MEMORIES（2022年、多田李衣菜）
- うまゆる（2022年 - 2023年、エアグルーヴ）
- 爆丸レジェンズ（2023年、トレイ）
- BEASTARS FINAL SEASON（2024年、アズキ[50]）

### ゲーム
2009年
- LORD of VERMILION II（ビューネイ）

2010年
- ロード オブ アルカナ（女性プレイヤー音声）

2012年
- アイドルマスター シンデレラガールズ（2012年 - 2024年、多田李衣菜） - 3作品
- エクストルーパーズ（ユナ）
- 海賊ファンタジア（リノン）

2013年
- 月英学園 -kou-
- 剣が君（服部半蔵）
- ポケモントレッタラボ for ニンテンドー3DS（ナビゲーション音声）
- ドットカレシ -We're 8bit Lovers!-

2014年
- 白猫プロジェクト（アンナ・セイクリッド、キャシー・オルコック、ルピナス・ハーヴィー）
- 神撃のバハムート（2014年 - 2016年、レイズ、多田李衣菜）
- 巫女の杜（綿津真実）

2015年
- 憂世ノ志士（お龍）
- クイズRPG 魔法使いと黒猫のウィズ（クオン・リムセ、ラビン、畜生族の子供、ラシュリィ・ミスク、ナラシンハ）
- 剣が君 for V（服部半蔵）

2016年
- ゼルダ無双 ハイラルオールスターズ（マリン）
- あんさんぶるガールズ!!（安条まい）
- 政剣マニフェスティア（タイス・イタガキ、アシュリー・カツ、パティーニ・ムラタ）
- 征戦!エクスカリバー（学園主席シャルロット）
- 一血卍傑-ONLINE-（ミコシニュウドウ、フクスケ）
- 刻のイシュタリア（ジャンヌダルク、カレーム、ホノリウス、ファベルジェ、ホウライ、アンタレス、スケアクロウ、シドゥリ、グレモリー、ドゥルガー、コッペリア、じゃんぬだるく、ブランシェット）

2017年
- アカシックリコード（美少女怪盗マスク☆ヴァン）
- SEVENTH DARK（氷雪の魔術師アズリア）
- 真空管ドールズ（フローラ）
- ビーナスイレブンびびっど！（柴田勝家）
- HELIX HORIZON（白星）
- 無人戦争2099（黒金亜紫）
- オルタナティブガールズ（中田ナタリー）
- ヴァルキリーアナトミア -ジ・オリジン-（2017年 - 2021年、アリス / アリス・ヴァルキリー）
- メギド72（2017年 - 2023年、アムドゥスキアス、ナベリウス）

2018年
- モンスターハンター:ワールド
- ドラゴンズクラウン・プロ（女僧侶の戦士、台所で働くホブゴブリンの料理人、村娘〈金髪〉、ゴースト〈女〉、メデューサ）
- リトルウィッチアカデミア 時の魔法と七不思議 （キャサリン）
- ゼルダ無双 ハイラルオールスターズ DX（マリン）
- Far Cry 5（キム・ライ）
- OCTOPATH TRAVELER（トレサ・コルツォーネ）
- メイド イン ワリオ ゴージャス（モナ、ファイブワット、ユメミ）
- グランクレスト戦記 戦乱の四重奏（ジェレミー・ハウル）
- ドールズフロントライン（M500、M590）
- Fallout 76（レイチェル）
- Shadowverse（2018年 - 2020年、サロメ、香味の天使・レイズ、闘志の人狼、ビームヨーヨーガール、スパイスシャワー）

2019年
- Far Cry New Dawn（キム・ライ）
- アズールレーン（2019年 - 2020年、シリアス、ダイドー） - 2作品
- Memories of Link（雪音）
- ファンタジーライフ オンライン（ルビィ）
- まちむす 地球防衛ライブ（ウェリントン、イスタンブール）
- 東方キャノンボール（十六夜咲夜）
- Epic Seven-エピックセブン-（2019年 - 2021年、リマ、アロウェル）

2020年
- ワールドフリッパー（キアナ）
- アナザーエデン 時空を超える猫（イーファ）
- エンゲージソウルズ（ディーテ）
- 放置少女〜百花繚乱の萌姫たち〜（上杉謙信）
- 明治活劇 ハイカラ流星組 -成敗しませう、世直し稼業-（櫻小路信子）
- ファイナルギア -重装戦姫-（2020年 - 2022年、ゾーイ、ヴァレリア）

2021年
- OCTOPATH TRAVELER 大陸の覇者（トレサ）
- グラサマ！グランドサマナーズ（セラ）
- ウマ娘 プリティーダービー（2021年 - 2024年、エアグルーヴ）
- ブレイブリーデフォルトII（モーラ）
- 崩壊3rd（若水）
- アイドルマスター ポップリンクス（多田李衣菜）
- テイルズ オブ アスタリア（オリエ）
- ドラガリアロスト（ラファエル）
- 共闘ことばRPG コトダマン（ヴァテネ）
- ハンドレッドソウル（アルケ）
- ナナリズムダッシュ（テルミィ）
- おすそわける メイド イン ワリオ（モナ、ファイブワット）
- Project MIKHAIL（香月夕呼）

2022年
- eBASEBALLパワフルプロ野球2022（早川あおい）
- 春ゆきてレトロチカ（ニュースキャスター〈顔出し〉）
- アナザーエデン 時空を超える猫（イーファ）
- テイルズ オブ ザ レイズ（オリエ）
- フェアリースフィア（ヤドクガエル、桂花、月餅）
- 聖塔神記 トリニティトリガー（ヴァイオレット）
- ドールズフロントライン ニューラルクラウド（アビゲイル）
- 魔法使いの夜（蒼崎橙子）

2023年
- アーテリーギア -機動戦姫-（出雲）
- ファイアーエムブレム エンゲージ（マロン、マデリーン）
- マブラヴ：ディメンションズ（2023年 - 2024年、香月夕呼）
- クライマキナ/CRYMACHINA（千菊ミコト）
- Starfield（コラ・コー）
- サイバーパンク2077（ソングバード）
- 超おどる メイド イン ワリオ（モナ、ファイブワット、シカーダ）
- ユグドラリバース（ミア）

2024年
- ちゃんごくし！（曹操、張梁）
- グランブルーファンタジー（ユズリハ）
- 俺だけレベルアップな件：ARISE（今宮さつき）
- ガーディアンテイルズ（モリアン）
- パワフルプロ野球2024-2025（アオ、早川あおい）
- エーテルゲイザー（九司・陸吾）
- ウマ娘 プリティーダービー 熱血ハチャメチャ大感謝祭!（エアグルーヴ）
- ファイアーエムブレム ヒーローズ（マロン）
- ベイブレードエックス XONE（冥殿メイコ）

2025年
- 逆転オセロニア（フィーロ）

### ドラマCD
2010年
- 失恋ショコラティエ ドラマCD Vol.1（OL）

2011年
- クリムゾン・スペル3（旅人）

2013年
- アイドルマスター シンデレラガールズ シリーズ（多田李衣菜）
- スターマイン（星野潮）※コミックス4・5巻ドラマCD付き特装版

2016年
- 夢萌商店の夢絵さん〜ようこそ夢萌商店へ〜（夢絵）

2017年
- ウマ娘 プリティーダービー STARTING GATE 06（エアグルーヴ）

2019年
- よるとあさの歌 Ec（観客）

### ラジオドラマ
- メショムの魔法使い デスタスタディオン・ワーワー（2011年、デスタスタディオン・ワーワー）
- ヘミッシロボ ボケミハチマチ（2013年、常緑広葉樹椿）
- 放課後カタストロフィ オリジナルオーディオドラマ（2015年、酉野[155]）

### 吹き替え
2013年
- HOSTAGES ホステージ（モーガン・サンダース）
- リゾーリ&アイルズ ヒロインたちの捜査線

2014年
- 刑事モース〜オックスフォード事件簿〜 Case7 亡霊の夜想曲
- PERSON of INTEREST 犯罪予知ユニット シーズン4 #2, #15（クレア・マホニー）
- ベイツ・モーテル（ヘイデン）

2018年
- グッド・ドクター アメリカ版 シーズン1 #17（グレッチェン）

2021年
- ロスト・イン・オーシャン 消えた大陸（アイノア（ブランカ・スアレス））
- 「THE FLASH／フラッシュ」シーズン7（アレクサ）

2023年
- 攻略うぉんてっど!〜異世界救います!?〜（衛兵）

2024年
- フロム -閉ざされた街-（ファティマ）
- ザ・ボーイズ シーズン4　

### デジタルコミック
- マイルノビッチ（2012年、女生徒）
- この音とまれ!（2013年、先輩）
- 黒魔無双（2023年、リオン・ベイレン[160]）

### オーディオブック
- 生保の罠（2009年、朗読）
- 三姉妹探偵団（2017年、朗読）
- 同志少女よ、敵を撃て（2022年、朗読）
- 此の世の果ての殺人（2023年、朗読）
- 三十の反撃（2023年、朗読）[161]
- 十字架のカルテ（2023年、朗読）
- MARVEL’ｓウェイストランダーズ:スターロード（2023年、コーラー）[162]
- 覇王の轍（2023年、朗読）[163]
- BLANK PAGE 空っぽを満たす旅（2024年、朗読）[164]
- MARVEL’ｓウェイストランダーズ:Doom（2024年、コーラー）[165]

### ラジオ
※はインターネット配信。
- 超!A&Gミュージック+TV（2009年 - 2010年、超!A&G+※）第2期パーソナリティ・火曜日担当
- POARO大喜利アワー（2010年 - 2011年、超!A&G+※）アシスタント
- 大喜利四賢者の「オレたちしんけんじゃ!」（2010年、BBstation※・超!A&G+※）アシスタント
- 亜深・瑠璃子のあと30分あるよ！（2012年 - 2014年、BBstation※）
- ラジオどっとあい 青木瑠璃子の あ〜瑠璃色の人生！（2013年、AG-ON※・超!A&G+※）[166]
- CINDERELLA PARTY!（2014年 - 、ニコニコ生放送※）
- 瑠璃子・葵のAO進化論（2014年10月 - 2017年9月 、超!A&G+※）[167]
- 青木瑠璃子の声優アワードナビゲーション!（2014年 - 2017年、超!A&G+※）[168][169][170]
- 剣と魔法のログレスラジオ（2015年、文化放送）
- THE IDOLM@STER webラジオ 〜クレーンキング&一番くじスペシャル〜 つかんでひいてパンパカパーン！わたしたちも盛り上げM@S！（2016年、ニコニコ動画※）[171]
- 文化放送ウェンズデープレミアム 青木瑠璃子の声優アワード ナビゲーション！（2016年、文化放送）
- アイドルメモリーズ 私立華音学園放送部（2016年、音泉※）[172]
- る〜りぃ♡み〜な ukiuki ルミナス（2017年 - 2018年、ミュージックバード）
- この木なんの木 青木と黒木（2017年 - 2020年、超!A&G+※）[173]
- ロボマスターズラジオ（2017年 - 2018年、HiBiKi Radio Station※）[174]
- &CAST!!!アワー ラブパレット!（2019年 - 2020年、&CAST!!!※・超!A&G+※）[175][176]
- &CAST!!!アワー 週刊テイルズの部屋（2020年、&CAST!!!※・超!A&G+※）[177]
- TOKYO FM サンデースペシャル「東京カレンダーRADIO」（2020年、TOKYO FM）[178][179]
- 東京カレンダーRADIO（2021年 - 、AuDee※）[180]
- 東京カレンダーRADIO〜AuDeeダイジェスト〜（2021年 - 、TOKYO FM）
- 青木と髙橋のもうすぐ金になるラジオ（2022年 - 、YouTube IFUKUBO ch※）

### テレビ番組
※はインターネット配信。
- ジャパコン★ワンダーランド（2015年 - 2016年、BSフジ）ナレーション、八文字ジェシカ 役
- 青木瑠璃子のI have Controller（2016年 - 、ニコニコ生放送※）[181]
- シンフォニック・ゲーマーズ（2016年 - 2019年、NHKBSプレミアム）司会[182][183][184][185]
- デジなび（2017年 - 、NHK総合）なびー 役[186]
- アニメマシテ（2017年、テレビ東京）第156・157回MC
- 世界大自然紀行:シベリア（2018年、ナショナルジオグラフィックチャンネル）ナレーション
- 第三回スプラトゥーン甲子園（2018年、ニコニコ生放送※）ナレーション
- プレーリードッグ・タウン（2020年、ナショジオ ワイルド）ナレーション（1 - 6話）
- グッスマTV!sideB（2020年 - 2021年、YouTube※）[187]
- キングダム・オブ・チャイナ：隠された大自然（2021年、ナショナルジオグラフィックチャンネル）ナレーション
- アイドルマスターシンデレラガールズ 10thANNIVERSARY ショッピングワンダーランド（2022年、BS日テレ）
- news zero（日本テレビ、2022年3月30日 - 、水曜ナレーター）[188]
- ディープナイト・シャーク・フェス（2023年、ナショナルジオグラフィックチャンネル）ナレーション

### 映像商品
- ラジオ アイドルマスター シンデレラガールズ『デレラジ』DVD Vol.3 - 4（2013年 - 2014年）
- THE IDOLM@STER M@STERS OF IDOL WORLD!!2014（2014年）[189]
- THE IDOLM@STER CINDERELLA GIRLS 1stLIVE WONDERFUL M@GIC!!（2014年）[190]
- THE IDOLM@STER CINDERELLA GIRLS 2ndLIVE PARTY M@GIC!!（2015年）[191]
- THE IDOLM@STER M@STER OF IDOL WORLD!!2015 Live Blu-ray（2016年）[192]
- THE IDOLM@STER CINDERELLA GIRLS 3rdLIVE シンデレラの舞踏会 -Power of Smile- Blu-ray（2016年）[193]
- THE IDOLM@STER CINDERELLA GIRLS 4thLIVE TriCastle Story（2017年）
- THE IDOLM@STER CINDERELLA GIRLS 5thLIVE TOUR Serendipity Parade!!!＠ISHIKAWA（2018年）[194]
- THE IDOLM@STER CINDERELLA GIRLS 5thLIVE TOUR Serendipity Parade!!!＠SHIZUOKA（2018年）[195]
- THE IDOLM@STER CINDERELLA GIRLS 5thLIVE TOUR Serendipity Parade!!!＠SAITAMA SUPER ARENA（2018年）[196]
- THE IDOLM@STER CINDERELLA GIRLS 6thLIVE MERRY-GO-ROUNDOME!!! @NAGOYA DOME（2019年）
- THE IDOLM@STER CINDERELLA GIRLS 7thLIVE TOUR Special 3chord♪ Glowing Rock! ＠KYOCERA DOME OSAKA（2020年）[197]
- バンダイナムコエンターテインメントフェスティバル 2days LIVE Blu-ray（2020年）
- THE IDOLM@STER CINDERELLA GIRLS Live Broadcast 24magic 〜シンデレラたちの24時間生放送！〜（2021年）
- ウマ娘 プリティーダービー 2nd EVENT「Sound Fanfare！」Blu-ray（2022年）[198]
- ウマ娘 プリティーダービー 3rd EVENT　WINNING DREAM STAGE Blu-ray（2022年）[199]
- THE IDOLM@STER CINDERELLA GIRLS 10th ANNIVERSARY M@GICAL WONDERLAND TOUR!!! MerryMaerchen Land & Celebration Land（2022年）[200]
- THE IDOLM@STER CINDERELLA GIRLS 10th ANNIVERSARY M@GICAL WONDERLAND!!!（2022年）[201]
- THE IDOLM@STER CINDERELLA GIRLS LIKE4LIVE #cg_ootd（2023年）[202]
- THE IDOLM@STER CINDERELLA GIRLS Twinkle LIVE Constellation Gradation（2023年）[203]
- THE IDOLM@STER CINDERELLA GIRLS 燿城夜祭 -かがやきよまつり-（2024年）[204]
- OCTOPATH TRAVELER〜5th Anniversary Reading Live Stage〜（2024年）[205]

### その他コンテンツ
- エンジェルスキャンディーズ 天使の女子会（2012年）歌音 役
- オーディオシネマ サンカクな部屋[206]（2014年、篠宮サチ[207]）
- LINEスタンプ『アイドルマスター シンデレラガールズ２』（2015年、多田李衣菜）
- バイオハザード アンブレラコア　アンブレラコアガールズ[208](2016年)
- オルビス U時間-彼の優しさ篇-（2018年、CM）ナレーション[209]
- デスクトップアーミー（2018年）フレア・ナビット 役[210]
- KAMIJO Live Tour 2018 -Sang- （2018年） マリー・アントワネット 役
- CHARMS!!（チャームス!!）（2021年）楪葉 了 役[211]
- ASMR『桜木学園癒やし部〜3年A組・神村由紀編。ゼリーマッサージ〜』（2021年） 神村由紀 役
- 聴くanime『放課後サバガール』（2022年） いぶき 役
- ASMR『指揮官を癒やし隊! シリアスとダイドーのダブル奉仕タイム』（2022年）
- 『Pフィーバーダンベル何キロ持てる？』（2023年）　一橋杏 役
- 声優×芸人朗読劇「WARAI-GOE」（2023年8月26日）[212]
- 朗読劇『OCTOPATH TRAVELER〜5th Anniversary Reading Live Stage〜』（2023年9月9日、10日） トレサ 役[213]
- ゲーム『デイヴ・ザ・ダイバー』日本語版トレーラー（2023年）ナレーション[214]
- dアニメストア 『アニメとススメ!』CM（2024年 - 2025年）二階 涼未 役[215]
- 『辺境の薬師、都でSランク冒険者となる〜英雄村の少年がチート薬で無自覚無双〜』PV（2024年）ナレーション[216]
- 舞台はタワマン、三角関係ラブ!!『200m先の熱』スペシャルPV（2025年）吉家紬 役[217]

## ディスコグラフィ

### キャラクターソング
| 発売日   | 商品名                                                                                               | 歌 | 楽曲                                                                                | 備考                                                                      |
| 2013年   | 2013年                                                                                               | 2013年 | 2013年                                                                              | 2013年                                                                    |
| -------- | --- | --- | ----------------------------------------------------------------------------------- | ------------------------------------------------------------------------- |
| 1月23日  | THE IDOLM@STER CINDERELLA MASTER 012 多田李衣菜                                                      | 多田李衣菜（青木瑠璃子） | 「Twilight Sky」                                                                    | ゲーム『アイドルマスター シンデレラガールズ』関連曲                       |
| 4月10日  | THE IDOLM@STER CINDERELLA お願い!シンデレラ                                                          | THE IDOLM@STER CINDERELLA GIRLS | 「お願い!シンデレラ（M@STER VERSION）」                                             | ゲーム『アイドルマスター シンデレラガールズ』関連曲                       |
| 4月10日  | THE IDOLM@STER CINDERELLA お願い!シンデレラ                                                          | CINDERELLA GIRLS for Cool! | 「お願い!シンデレラ（Cool VERSION）」                                               | ゲーム『アイドルマスター シンデレラガールズ』関連曲                       |
| 9月25日  | THE IDOLM@STER CINDERELLA MASTER cool jewelries! 001                                                 | 渋谷凛（福原綾香）、高垣楓（早見沙織）、神崎蘭子（内田真礼）、多田李衣菜（青木瑠璃子）、新田美波（洲崎綾） | 「Nation Blue」 「ススメ☆オトメ 〜jewel parade〜」                                  | ゲーム『アイドルマスター シンデレラガールズ』関連曲                       |
| 9月25日  | THE IDOLM@STER CINDERELLA MASTER cool jewelries! 001                                                 | 多田李衣菜（青木瑠璃子） | 「悲しみをやさしさに」                                                              | ゲーム『アイドルマスター シンデレラガールズ』関連曲                       |
| 2014年   | | |                                                                                     |                                                                           |
| 4月5日   | THE IDOLM@STER CINDERELLA GIRLS 1st LIVE WONDERFUL M@GIC!! "お願い!シンデレラ" ソロ・リミックス      | 多田李衣菜（青木瑠璃子） | 「お願い!シンデレラ（M@STER VERSION）」                                             | ゲーム『アイドルマスター シンデレラガールズ』関連曲                       |
| 11月30日 | THE IDOLM@STER CINDERELLA GIRLS 2ndLIVE PARTY M@GIC!! ススメ☆オトメ 〜jewel parade〜                 | 多田李衣菜（青木瑠璃子） | 「ススメ☆オトメ 〜jewel parade〜」                                                  | ゲーム『アイドルマスター シンデレラガールズ』関連曲                       |
| 2015年   | | |                                                                                     |                                                                           |
| 1月21日  | THE IDOLM@STER CINDERELLA GIRLS ANIMATION PROJECT 00 ST@RTER BEST                                    | CINDERELLA PROJECT | 「ススメ☆オトメ 〜jewel parade〜」                                                  | テレビアニメ『アイドルマスター シンデレラガールズ』関連曲                 |
| 2月18日  | THE IDOLM@STER CINDERELLA GIRLS ANIMATION PROJECT 01 Star!!                                          | CINDERELLA PROJECT | 「Star!!」                                                                          | テレビアニメ『アイドルマスター シンデレラガールズ』オープニングテーマ     |
| 4月15日  | THE IDOLM@STER CINDERELLA GIRLS ANIMATION PROJECT 06 ØωØver!!                                        | * (Asterisk) | 「ØωØver!!」                                                                        | テレビアニメ『アイドルマスター シンデレラガールズ』エンディングテーマ     |
| 4月15日  | THE IDOLM@STER CINDERELLA GIRLS ANIMATION PROJECT 06 ØωØver!!                                        | * (Asterisk) | 「夕映えプレゼント」                                                                | テレビアニメ『アイドルマスター シンデレラガールズ』関連曲                 |
| 5月13日  | THE IDOLM@STER CINDERELLA GIRLS ANIMATION PROJECT 08 GOIN'!!!                                        | CINDERELLA PROJECT | 「GOIN'!!!」                                                                        | テレビアニメ『アイドルマスター シンデレラガールズ』挿入歌                 |
| 5月13日  | THE IDOLM@STER CINDERELLA GIRLS ANIMATION PROJECT 08 GOIN'!!!                                        | CINDERELLA PROJECT | 「夕映えプレゼント」                                                                | テレビアニメ『アイドルマスター シンデレラガールズ』エンディングテーマ     |
| 7月17日  | THE IDOLM@STER M@STERS OF IDOL WORLD!!2015 Nation Sapphire アンドロイド                              | 多田李衣菜（青木瑠璃子） | 「Nation Blue」                                                                     | ゲーム『アイドルマスター シンデレラガールズ』関連曲                       |
| 8月5日   | THE IDOLM@STER CINDERELLA GIRLS ANIMATION PROJECT 2nd season 01 Shine!!                              | CINDERELLA PROJECT | 「Shine!!」                                                                         | テレビアニメ『アイドルマスター シンデレラガールズ』オープニングテーマ     |
| 9月30日  | THE IDOLM@STER CINDERELLA GIRLS ANIMATION PROJECT 2nd Season 03                                      | * (Asterisk) with なつなな | 「Wonder goes on!!」                                                                | テレビアニメ『アイドルマスター シンデレラガールズ』エンディングテーマ     |
| 9月30日  | THE IDOLM@STER CINDERELLA GIRLS ANIMATION PROJECT 2nd Season 03                                      | * (Asterisk) | 「夢色ハーモニー」                                                                  | テレビアニメ『アイドルマスター シンデレラガールズ』関連曲                 |
| 9月30日  | THE IDOLM@STER CINDERELLA GIRLS ANIMATION PROJECT 2nd Season 03                                      | * (Asterisk) | 「We're the friends!」                                                              | テレビアニメ『アイドルマスター シンデレラガールズ』挿入歌                 |
| 10月7日  | THE IDOLM@STER CINDERELLA GIRLS ANIMATION PROJECT 2nd Season 04                                      | * (Asterisk) | 「ØωØver!! -Heart Beat Version-」                                                   | テレビアニメ『アイドルマスター シンデレラガールズ』挿入歌                 |
| 11月28日 | THE IDOLM@STER CINDERELLA GIRLS 3rdLIVE シンデレラの舞踏会 - Power of Smile - オリジナルCD           | 多田李衣菜（青木瑠璃子） | 「ØωØver!!」                                                                        | テレビアニメ『アイドルマスター シンデレラガールズ』関連曲                 |
| 12月23日 | アイドルマスター シンデレラガールズ BD・DVD 第7巻完全生産限定版特典CD「346Pro IDOL selection vol.4」 | 多田李衣菜（青木瑠璃子） | 「ましゅまろ☆キッス 〜For Riina rearrange MIX〜」                                   | テレビアニメ『アイドルマスター シンデレラガールズ』関連曲                 |
| 2016年   | | |                                                                                     |                                                                           |
| 3月30日  | THE IDOLM@STER CINDERELLA GIRLS ANIMATION PROJECT ORIGINAL SOUNDTRACK                                | 渋谷凛（福原綾香）、新田美波（洲崎綾）、アナスタシア（上坂すみれ）、神崎蘭子（内田真礼）、多田李衣菜（青木瑠璃子） | 「Nation Blue（TV Size）」                                                          | テレビアニメ『アイドルマスター シンデレラガールズ』挿入歌                 |
| 3月30日  | THE IDOLM@STER CINDERELLA GIRLS ANIMATION PROJECT ORIGINAL SOUNDTRACK                                | 双葉杏（五十嵐裕美）、三村かな子（大坪由佳）、城ヶ崎莉嘉（山本希望）、神崎蘭子（内田真礼）、前川みく（高森奈津美）、諸星きらり（松嵜麗）、多田李衣菜（青木瑠璃子）、赤城みりあ（黒沢ともよ）、新田美波（洲崎綾）、緒方智絵里（大空直美）、安部菜々（三宅麻理恵）、木村夏樹（安野希世乃）、白坂小梅（桜咲千依） | 「GOIN'!!!」                                                                        | テレビアニメ『アイドルマスター シンデレラガールズ』挿入歌                 |
| 7月27日  | THE IDOLM@STER CINDERELLA GIRLS STARLIGHT MASTER 04 生存本能ヴァルキュリア                           | 多田李衣菜（青木瑠璃子） | 「Sparkling Girl」                                                                  | ゲーム『アイドルマスター シンデレラガールズ スターライトステージ』関連曲  |
| 10月26日 | THE IDOLM@STER CINDERELLA GIRLS STARLIGHT MASTER 06 Love∞Destiny                                     | 佐久間まゆ（牧野由依）、北条加蓮（渕上舞）、小日向美穂（津田美波）、多田李衣菜（青木瑠璃子）、緒方智絵里（大空直美） | 「Love∞Destiny（M@STER VERSION）」                                                  | ゲーム『アイドルマスター シンデレラガールズ スターライトステージ』関連曲  |
| 2017年   | | |                                                                                     |                                                                           |
| 3月22日  | THE IDOLM@STER CINDERELLA MASTER Treasure☆                                                           | 島村卯月（大橋彩香）、渋谷凛（福原綾香）、城ヶ崎美嘉（佳村はるか）、本田未央（原紗友里）、多田李衣菜（青木瑠璃子） | 「Treasure☆（M@STER VERSION）」                                                     | ゲーム『アイドルマスター シンデレラガールズ』関連曲                       |
| 3月22日  | THE IDOLM@STER CINDERELLA MASTER Treasure☆                                                           | 本田未央（原紗友里）、多田李衣菜（青木瑠璃子） | 「Treasure☆（M@STER VERSION）for CINDERELLA PARTY MIX」                             | ラジオ『CINDERELLA PARTY!』エンディングテーマ                             |
| 3月22日  | THE IDOLM@STER CINDERELLA MASTER Treasure☆                                                           | 緒方智絵里（大空直美）、城ヶ崎莉嘉（山本希望）、多田李衣菜（青木瑠璃子） | 「エンジェル ドリーム 〜CINDERELLA GIRLS COLLABORATION MIX〜」                      | ゲーム『アイドルマスター シンデレラガールズ スターライトステージ』関連曲  |
| 4月19日  | THE IDOLM@STER CINDERELLA GIRLS STARLIGHT MASTER 10 Jet to the Future                                | 多田李衣菜（青木瑠璃子）、木村夏樹（安野希世乃） | 「Jet to the Future（M@STER VERSION）」                                             | ゲーム『アイドルマスター シンデレラガールズ スターライトステージ』関連曲  |
| 5月3日   | ゲーム『ウマ娘 プリティーダービー』STARTING GATE 06                                                  | エアグルーヴ（青木瑠璃子） | 「EMPRESS GAME」                                                                    | ゲーム『ウマ娘 プリティーダービー』関連曲                                 |
| 5月3日   | ゲーム『ウマ娘 プリティーダービー』STARTING GATE 06                                                  | ナリタブライアン（相坂優歌）、シンボリルドルフ（田所あずさ）、エアグルーヴ（青木瑠璃子） | 「大好きのタカラバコ」 「うまぴょい伝説」                                           | ゲーム『ウマ娘 プリティーダービー』関連曲                                 |
| 5月13日  | THE IDOLM@STER CINDERELLA GIRLS 5thLIVE TOUR Serendipity Parade!!! 宮城・石川・大阪 会場オリジナルCD | 多田李衣菜（青木瑠璃子） | 「Love∞Destiny（M@STER VERSION）」                                                  | ゲーム『アイドルマスター シンデレラガールズ スターライトステージ』関連曲  |
| 10月18日 | THE IDOLM@STER CINDERELLA GIRLS MASTER SEASONS AUTUMN!                                               | 相葉夕美（木村珠莉）、多田李衣菜（青木瑠璃子）、中野有香（下地紫野） | 「秋風に手を振って」                                                                | ゲーム『アイドルマスター シンデレラガールズ』関連曲                       |
| 2018年   | | |                                                                                     |                                                                           |
| 7月25日  | ロボマスターズ キャラソン&ドラマCD                                                                   | カトリーナ（青木瑠璃子） | 「faith forever」 「Core Identity」                                                 | テレビアニメ『ROBOMASTERS THE ANIMATED SERIES』関連曲                     |
| 7月25日  | ウマ娘 プリティーダービー ANIMATION DERBY 03 Special Record!/Find My Only Way                        | スペシャルウィーク（和氣あず未）、サイレンススズカ（高野麻里佳）、トウカイテイオー（Machico）、ウオッカ（大橋彩香）、ダイワスカーレット（木村千咲）、ゴールドシップ（上田瞳）、メジロマックイーン（大西沙織）、エルコンドルパサー（高橋未奈美）、グラスワンダー（前田玲奈）、シンボリルドルフ（田所あずさ）、エアグルーヴ（青木瑠璃子）、ヒシアマゾン（巽悠衣子）、フジキセキ（松井恵理子）、マルゼンスキー（Lynn）、テイエムオペラオー（徳井青空）、ビワハヤヒデ（近藤唯）、ナリタブライアン（相坂優歌）、オグリキャップ（高柳知葉） | 「Special Record!」                                                                 | テレビアニメ『ウマ娘 プリティーダービー』挿入歌                           |
| 7月25日  | ウマ娘 プリティーダービー ANIMATION DERBY 03 Special Record!/Find My Only Way                        | スペシャルウィーク（和氣あず未）、サイレンススズカ（高野麻里佳）、トウカイテイオー（Machico）、ウオッカ（大橋彩香）、ダイワスカーレット（木村千咲）、ゴールドシップ（上田瞳）、メジロマックイーン（大西沙織）、エルコンドルパサー（高橋未奈美）、グラスワンダー（前田玲奈）、セイウンスカイ（鬼頭明里）、キングヘイロー（佐伯伊織）、ハルウララ（首藤志奈）、シンボリルドルフ（田所あずさ）、タイキシャトル（大坪由佳）、エアグルーヴ（青木瑠璃子）、ヒシアマゾン（巽悠衣子）、フジキセキ（松井恵理子）、マルゼンスキー（Lynn）、テイエムオペラオー（徳井青空）、ビワハヤヒデ（近藤唯）、ナリタブライアン（相坂優歌）、オグリキャップ（高柳知葉）、スーパークリーク（優木かな）、タマモクロス（大空直美）、イナリワン（井上遥乃）、ウイニングチケット（渡部優衣）、メジロライアン（土師亜文）、メジロドーベル（久保田ひかり）、ナイスネイチャ（前田佳織里）、エイシンフラッシュ（藤野彩水）、マチカネフクキタル（新田ひより）、メイショウドトウ（和多田美咲） | 「うまぴょい伝説」                                                                  | テレビアニメ『ウマ娘 プリティーダービー』エンディングテーマ               |
| 8月8日   | THE IDOLM@STER CINDERELLA GIRLS LITTLE STARS! いとしーさー♥                                          | 輿水幸子（竹達彩奈）、多田李衣菜（青木瑠璃子）、藤原肇（鈴木みのり）、水本ゆかり（藤田茜）、森久保乃々（高橋花林） | 「いとしーさー♥」                                                                   | テレビアニメ『アイドルマスター シンデレラガールズ劇場』エンディングテーマ |
| 8月8日   | THE IDOLM@STER CINDERELLA GIRLS LITTLE STARS! いとしーさー♥                                          | 多田李衣菜（青木瑠璃子） | 「いとしーさー♥」                                                                   | テレビアニメ『アイドルマスター シンデレラガールズ劇場』エンディングテーマ |
| 9月8日   | THE IDOLM@STER CINDERELLA GIRLS SS3A Live Sound Booth♪ 会場オリジナルCD                              | 多田李衣菜（青木瑠璃子） | 「Jet to the Future（M@STER VERSION）」                                             | ゲーム『アイドルマスター シンデレラガールズ スターライトステージ』関連曲  |
| 9月26日  | ウマ娘 プリティーダービー ANIMATION DERBY 06                                                         | シンボリルドルフ（田所あずさ）、マルゼンスキー（Lynn）、ヒシアマゾン（巽悠衣子）、フジキセキ（松井恵理子）、エアグルーヴ（青木瑠璃子）、ナリタブライアン（相坂優歌）、ビワハヤヒデ（近藤唯） | 「Special Record!」                                                                 | テレビアニメ『ウマ娘 プリティーダービー』関連曲                           |
| 11月30日 | THE IDOLM@STER CINDERELLA GIRLS 6thLIVE MERRY-GO-ROUNDOME!!! MASTER SEASONS AUTUMN! SOLO REMIX       | 多田李衣菜（青木瑠璃子） | 「秋風に手を振って」                                                                | ゲーム『アイドルマスター シンデレラガールズ』関連曲                       |
| 2019年   | | |                                                                                     |                                                                           |
| 11月6日  | THE IDOLM@STER CINDERELLA GIRLS STARLIGHT MASTER COLLABORATION! 無重力シャトル                       | 安部菜々（三宅麻理恵）、城ヶ崎莉嘉（山本希望）、新田美波（洲崎綾）、相葉夕美（木村珠莉）、多田李衣菜（青木瑠璃子） | 「無重力シャトル（M@STER VERSION）」                                                | ゲーム『アイドルマスター シンデレラガールズ スターライトステージ』関連曲  |
| 11月6日  | THE IDOLM@STER CINDERELLA GIRLS STARLIGHT MASTER COLLABORATION! 無重力シャトル                       | 多田李衣菜（青木瑠璃子） | 「無重力シャトル（M@STER VERSION）」                                                | ゲーム『アイドルマスター シンデレラガールズ スターライトステージ』関連曲  |
| 2020年   | | |                                                                                     |                                                                           |
| 3月18日  | THE IDOLM@STER CINDERELLA GIRLS STARLIGHT MASTER 37 Needle Light                                     | 多田李衣菜（青木瑠璃子）、木村夏樹（安野希世乃） | 「タッタ」                                                                          | ゲーム『アイドルマスター シンデレラガールズ スターライトステージ』関連曲  |
| 7月1日   | THE IDOLM@STER CINDERELLA MASTER 3chord for the Rock!                                                | 星輝子（松田颯水）、白雪千夜（関口理咲）、神崎蘭子（内田真礼）、五十嵐響子（種﨑敦美）、多田李衣菜（青木瑠璃子） | 「Unlock Starbeat（M@STER VERSION）」                                               | ゲーム『アイドルマスター シンデレラガールズ』関連曲                       |
| 12月31日 | アズールレーンキャラクターソング Vol.03 A&B セット                                                   | イラストリアス（雨宮天）、ボルチモア（高橋未奈美）、ダイドー（青木瑠璃子）、タシュケント（井澤詩織）、アルバコア（種﨑敦美） | 「Blue Sprit」                                                                      | ゲーム『アズールレーン』関連曲                                            |
| 2021年   | | |                                                                                     |                                                                           |
| 3月17日  | THE IDOLM@STER CINDERELLA GIRLS STARLIGHT MASTER COLLABORATION! ハーモニクス                         | ジュリア（愛美）、最上静香（田所あずさ）、木村夏樹（安野希世乃）、多田李衣菜（青木瑠璃子） | 「ハーモニクス」 「Jet to the Future（M＠STER VERSION）」                           | ゲーム『アイドルマスター シンデレラガールズ スターライトステージ』関連曲  |
| 3月17日  | THE IDOLM@STER CINDERELLA GIRLS STARLIGHT MASTER COLLABORATION! ハーモニクス                         | 木村夏樹（安野希世乃）、多田李衣菜（青木瑠璃子） | 「ハーモニクス」                                                                    | ゲーム『アイドルマスター シンデレラガールズ スターライトステージ』関連曲  |
| 3月17日  | ウマ娘 プリティーダービー WINNING LIVE 01                                                            | スペシャルウィーク（和氣あず未）、サイレンススズカ（高野麻里佳）、トウカイテイオー（Machico）、マルゼンスキー（Lynn）、オグリキャップ（高柳知葉）、ゴールドシップ（上田瞳）、ウオッカ（大橋彩香）、ダイワスカーレット（木村千咲）、タイキシャトル（大坪由佳）、グラスワンダー（前田玲奈）、メジロマックイーン（大西沙織）、エルコンドルパサー（髙橋ミナミ）、シンボリルドルフ（田所あずさ）、エアグルーヴ（青木瑠璃子）、マヤノトップガン（星谷美緒）、メジロライアン（土師亜文）、ライスシャワー（石見舞菜香）、アグネスタキオン（上坂すみれ）、ウイニングチケット（渡部優衣）、サクラバクシンオー（三澤紗千香）、スーパークリーク（優木かな）、ハルウララ（首藤志奈）、マチカネフクキタル（新田ひより）、ナイスネイチャ（前田佳織里）、キングヘイロー（佐伯伊織） | 「GIRLS' LEGEND U」                                                                 | ゲーム『ウマ娘 プリティーダービー』オープニングテーマ                     |
| 3月17日  | ウマ娘 プリティーダービー WINNING LIVE 01                                                            | スペシャルウィーク（和氣あず未）、サイレンススズカ（高野麻里佳）、トウカイテイオー（Machico）、マルゼンスキー（Lynn）、オグリキャップ（高柳知葉）、ゴールドシップ（上田瞳）、ウオッカ（大橋彩香）、ダイワスカーレット（木村千咲）、タイキシャトル（大坪由佳）、グラスワンダー（前田玲奈）、メジロマックイーン（大西沙織）、エルコンドルパサー（髙橋ミナミ）、シンボリルドルフ（田所あずさ）、エアグルーヴ（青木瑠璃子）、マヤノトップガン（星谷美緒）、メジロライアン（土師亜文）、ライスシャワー（石見舞菜香）、アグネスタキオン（上坂すみれ）、ウイニングチケット（渡部優衣）、サクラバクシンオー（三澤紗千香）、スーパークリーク（優木かな）、ハルウララ（首藤志奈）、マチカネフクキタル（新田ひより）、ナイスネイチャ（前田佳織里）、キングヘイロー（佐伯伊織） | 「うまぴょい伝説」                                                                  | ゲーム『ウマ娘 プリティーダービー』関連曲                                 |
| 3月31日  | ウマ娘 プリティーダービー ANIMATION DERBY Season 2 vol.3 Original Sound Track                        | スペシャルウィーク（和氣あず未）、サイレンススズカ（高野麻里佳）、トウカイテイオー（Machico）、ウオッカ（大橋彩香）、ダイワスカーレット（木村千咲）、ゴールドシップ（上田瞳）、メジロマックイーン（大西沙織）、シンボリルドルフ（田所あずさ）、ナイスネイチャ（前田佳織里）、ツインターボ（花井美春）、イクノディクタス（田澤茉純）、マチカネタンホイザ（遠野ひかる）、メジロパーマー（のぐちゆり）、ダイタクヘリオス（山根綺）、ミホノブルボン（長谷川育美）、ライスシャワー（石見舞菜香）、ビワハヤヒデ（近藤唯）、ナリタタイシン（渡部恵子）、ウイニングチケット （渡部優衣）、キタサンブラック（矢野妃菜喜）、サトノダイヤモンド（立花日菜）、マルゼンスキー（Lynn）、マヤノトップガン（星谷美緒）、ヒシアケボノ（松嵜麗）、エアグルーヴ（青木瑠璃子）、マチカネフクキタル（新田ひより）、メイショウドトウ（和多田美咲）、セイウンスカイ（鬼頭明里）、グラスワンダー（前田玲奈）、エルコンドルパサー（髙橋ミナミ）、サクラバクシンオー（三澤紗千香）、メジロライアン（土師亜文）、メジロドーベル（久保田ひかり）、ナリタブライアン（衣川里佳） | 「うまぴょい伝説 (TV Size)」                                                        | テレビアニメ『ウマ娘 プリティーダービー Season 2』エンディングテーマ      |
| 6月16日  | うまよん ミニアルバム                                                                                | トウカイテイオー（Machico）、シンボリルドルフ（田所あずさ）、エアグルーヴ（青木瑠璃子）、フジキセキ（松井恵理子）、ヒシアマゾン（巽悠衣子） | 「Ring Ring ダイアリー」                                                            | テレビアニメ『うまよん』主題歌                                            |
| 9月22日  | ウマ娘 プリティーダービー WINNING LIVE 02                                                            | エアグルーヴ（青木瑠璃子）、カワカミプリンセス（高橋花林）、スイープトウショウ （杉浦しおり）、ニシノフラワー（河井晴菜）、メジロドーベル（久保田ひかり） | 「彩 Phantasia」                                                                    | ゲーム『ウマ娘 プリティーダービー』関連曲                                 |
| 9月22日  | ウマ娘 プリティーダービー WINNING LIVE 02                                                            | ダイワスカーレット（木村千咲）、グラスワンダー（前田玲奈）、テイエムオペラオー（徳井青空）、ナリタブライアン（衣川里佳）、シンボリルドルフ（田所あずさ）、エアグルーヴ（青木瑠璃子）、ビワハヤヒデ（近藤唯）、マヤノトップガン（星谷美緒）、ミホノブルボン（長谷川育美）、ウイニングチケット（渡部優衣）、カワカミプリンセス（高橋花林）、スイープトウショウ（杉浦しおり）、ナリタタイシン（渡部恵子）、ニシノフラワー（河井晴菜）、メジロドーベル（久保田ひかり） | 「うまぴょい伝説」                                                                  | ゲーム『ウマ娘 プリティーダービー』関連曲                                 |
| 9月22日  | ウマ娘 プリティーダービー WINNING LIVE 02                                                            | ダイワスカーレット（木村千咲）、ミホノブルボン（長谷川育美）、マヤノトップガン（星谷美緒）、エアグルーヴ（青木瑠璃子）、シンボリルドルフ（田所あずさ）、ナリタブライアン（衣川里佳）、テイエムオペラオー（徳井青空）、グラスワンダー（前田玲奈） | 「Never Looking Back」                                                              | ゲーム『ウマ娘 プリティーダービー』関連曲                                 |
| 10月6日  | Alternative Girls Best Memorial Collection                                                           | 中田ナタリー（青木瑠璃子） | 「最上級の我儘」                                                                    | ゲーム『オルタナティブガールズ』関連曲                                    |
| 2022年   | | |                                                                                     |                                                                           |
| 2月22日  | ウマ娘 プリティーダービー Solo Vocal Tracks Vol.3 -4th EVENT SPECIAL DREAMERS!!-                     | エアグルーヴ（青木瑠璃子） | 「彩 Phantasia（Game Size）」 「Never Looking Back（Game Size）」                   | ゲーム『ウマ娘 プリティーダービー』関連曲                                 |
| 7月15日  | CHARMS!! ユニットデビューシリーズ #1 STARINGSTARZ                                                    | 嬉野ひなた（会沢紗弥）、楪葉了（青木瑠璃子） | 「スターリングスター」                                                              | 『CHARMS!!』関連曲                                                        |
| 8月3日   | THE IDOLM@STER CINDERELLA GIRLS STARLIGHT MASTER R/LOCK ON! 07 ストリート・ランウェイ                | 砂塚あきら（富田美憂）、早坂美玲（朝井彩加）、堀裕子（鈴木絵理）、多田李衣菜（青木瑠璃子）、二宮飛鳥（青木志貴） | 「ストリート・ランウェイ（M@STER VERSION）」                                        | ゲーム『アイドルマスター シンデレラガールズ スターライトステージ』関連曲  |
| 8月3日   | THE IDOLM@STER CINDERELLA GIRLS STARLIGHT MASTER R/LOCK ON! 07 ストリート・ランウェイ                | 多田李衣菜（青木瑠璃子） | 「ストリート・ランウェイ（M@STER VERSION）」                                        | ゲーム『アイドルマスター シンデレラガールズ スターライトステージ』関連曲  |
| 10月4日  | ウマ娘 プリティーダービー Solo Vocal Tracks Vol.5 －4th EVENT SPECIAL DREAMERS!! EXTRA STAGE－       | エアグルーヴ（青木瑠璃子） | 「We are DREAMERS!!（Game Size）」 「笑顔の宝物 -Beyond The Future!-（Game Size）」 | ゲーム『ウマ娘 プリティーダービー』関連曲                                 |
| 11月9日  | THE IDOLM@STER CINDERELLA GIRLS STARLIGHT MASTER R/LOCK ON! 10 まほうのまくら                        | 多田李衣菜（青木瑠璃子） | 「Arrowhead」                                                                       | ゲーム『アイドルマスター シンデレラガールズ スターライトステージ』関連曲  |
| 12月28日 | ウマ娘 プリティーダービー WINNING LIVE 09                                                            | トウカイテイオー（Machico）、オグリキャップ（高柳知葉）、ウオッカ（大橋彩香）、タイキシャトル（大坪由佳）、エルコンドルパサー（髙橋ミナミ）、テイエムオペラオー（徳井青空）、ナリタブライアン（衣川里佳）、エアグルーヴ（青木瑠璃子）、タマモクロス（大空直美）、ビワハヤヒデ（近藤唯）、マヤノトップガン（星谷美緒）、ミホノブルボン（長谷川育美）、イナリワン（井上遥乃）、キタサンブラック（矢野妃菜喜） | 「Ms. VICTORIA」                                                                    | ゲーム『ウマ娘 プリティーダービー』関連曲                                 |
| 12月28日 | ウマ娘 プリティーダービー WINNING LIVE 09                                                            | トウカイテイオー（Machico）、オグリキャップ（高柳知葉）、ウオッカ（大橋彩香）、タイキシャトル（大坪由佳）、エルコンドルパサー（髙橋ミナミ）、テイエムオペラオー（徳井青空）、ナリタブライアン（衣川里佳）、エアグルーヴ（青木瑠璃子）、タマモクロス（大空直美）、ビワハヤヒデ（近藤唯）、マヤノトップガン（星谷美緒）、ミホノブルボン（長谷川育美）、イナリワン（井上遥乃）、スマートファルコン（大和田仁美）、キタサンブラック（矢野妃菜喜）、コパノリッキー（稲垣好）、ホッコータルマエ（菊池紗矢香）、ワンダーアキュート（須藤叶希） | 「うまぴょい伝説」                                                                  | ゲーム『ウマ娘 プリティーダービー』関連曲                                 |
| 2023年   | | |                                                                                     |                                                                           |
| 3月29日  | アニメ『うまゆる』アルバム                                                                           | ウオッカ（大橋彩香）、シンボリルドルフ（田所あずさ）、エアグルーヴ（青木瑠璃子）、アグネスデジタル（鈴木みのり）、タニノギムレット（松岡美里） | 「Bright Melody」                                                                   | Webアニメ『うまゆる』エンディングテーマ                                   |
| 3月29日  | アニメ『うまゆる』アルバム                                                                           | スペシャルウィーク（和氣あず未）、サイレンススズカ（高野麻里佳）、トウカイテイオー（Machico）、マルゼンスキー（Lynn）、オグリキャップ（高柳知葉）、ゴールドシップ（上田瞳）、ウオッカ（大橋彩香）、ダイワスカーレット（木村千咲）、グラスワンダー（前田玲奈）、メジロマックイーン（大西沙織）、エルコンドルパサー（髙橋ミナミ）、テイエムオペラオー（徳井青空）、シンボリルドルフ（田所あずさ）、エアグルーヴ（青木瑠璃子）、アグネスデジタル（鈴木みのり）、セイウンスカイ（鬼頭明里）、ファインモーション（橋本ちなみ）、マヤノトップガン（星谷美緒）、ユキノビジン（山本希望）、アグネスタキオン（上坂すみれ）、イナリワン（井上遥乃）、ウイニングチケット（渡部優衣）、エアシャカール（津田美波）、トーセンジョーダン（鈴木絵理）、ナカヤマフェスタ（下地紫野）、ナリタタイシン（渡部恵子）、ハルウララ（首藤志奈）、マチカネフクキタル（新田ひより）、メイショウドトウ（和多田美咲）、キングヘイロー（佐伯伊織）、マチカネタンホイザ（遠野ひかる）、ダイタクヘリオス（山根綺）、ツインターボ（花井美春）、シリウスシンボリ（ファイルーズあい）、ツルマルツヨシ（青山吉能）、シンボリクリスエス（春川芽生）、タニノギムレット（松岡美里）、ハッピーミーク（吉咲みゆ） | 「うまぴょい伝説（Game Size）」                                                     | Webアニメ『うまゆる』エンディングテーマ                                   |
| 4月5日   | THE IDOLM@STER CINDERELLA GIRLS STARLIGHT MASTER R/LOCK ON! 15 サマーサイダー                        | 片桐早苗（和氣あず未）、多田李衣菜（青木瑠璃子）、緒方智絵里（大空直美） | 「うまぴょい伝説」                                                                  | ゲーム『アイドルマスター シンデレラガールズ スターライトステージ』関連曲  |
| 5月26日  | CHARMS!! デビューシングル「WE ARE CHARMS!!」                                                         | 嬉野ひなた（会沢紗弥）、楪葉了（青木瑠璃子） | 「SMILE(Short ver.)」                                                               | 『CHARMS!!』関連曲                                                        |
| 5月26日  | CHARMS!! デビューシングル「WE ARE CHARMS!!」                                                         | 嬉野ひなた（会沢紗弥）、楪葉了（青木瑠璃子） | 「スターリングスター(Short ver.)」                                                  | 『CHARMS!!』関連曲                                                        |
| 5月26日  | CHARMS!! デビューシングル「WE ARE CHARMS!!」                                                         | 嬉野ひなた（会沢紗弥）、楪葉了（青木瑠璃子） | 「CHARMS!!(STARINGSTARZ ver.)」                                                     | 『CHARMS!!』関連曲                                                        |
| 5月26日  | CHARMS!! デビューシングル「WE ARE CHARMS!!」                                                         | 嬉野ひなた（会沢紗弥）、楪葉 了（青木瑠璃子）、朗嘉恵利（井澤美香子）、有村柘榴（井澤詩織）、桜木梢枝（峯田茉優）、山田小夜（鈴木絵理）、権堂 舞（福原綾香）、安心院千景（田澤茉純）、妙典 蛍（影山灯）、昏間幽々（山本希望） | 「CHARMS!!(All member ver.)」                                                       | 『CHARMS!!』関連曲                                                        |
| 11月22日 | THE IDOLM@STER CINDERELLA GIRLS STARLIGHT MASTER HEART TICKER! 01 無限L∞PだLOVE♡                     | 辻野あかり（梅澤めぐ）、佐久間まゆ（牧野由依）、多田李衣菜（青木瑠璃子）、神崎蘭子（内田真礼）、木村夏樹（安野希世乃）、二宮飛鳥（青木志貴）、ナターリア（生田輝）、黒埼ちとせ（佐倉薫） | 「無限L∞PだLOVE♡（M@STER VERSION）」                                                | ゲーム『アイドルマスター シンデレラガールズ スターライトステージ』関連曲  |
| 11月22日 | THE IDOLM@STER CINDERELLA GIRLS STARLIGHT MASTER HEART TICKER! 01 無限L∞PだLOVE♡                     | 多田李衣菜（青木瑠璃子） | 「無限L∞PだLOVE♡（M@STER VERSION）」                                                | ゲーム『アイドルマスター シンデレラガールズ スターライトステージ』関連曲  |
| 2024年   | | |                                                                                     |                                                                           |
| 1月10日  | TVアニメ『ウマ娘 プリティーダービー Season 3』ANIMATION DERBY Season 3 vol.3 Original Sound Track    | キタサンブラック（矢野妃菜喜）、サトノダイヤモンド（立花日菜）、サトノクラウン（鈴代紗弓）、シュヴァルグラン（夏吉ゆうこ）、サウンズオブアース（MAKIKO）、ドゥラメンテ（秋奈）、トウカイテイオー（Machico）、メジロマックイーン（大西沙織）、ゴールドシップ（上田瞳）、スペシャルウィーク（和氣あず未）、サイレンススズカ（高野麻里佳）、ウオッカ（大橋彩香）、ダイワスカーレット（木村千咲）、ナイスネイチャ（前田佳織里）、ツインターボ（花井美春）、イクノディクタス（田澤茉純）、マチカネタンホイザ（遠野ひかる）、ロイスアンドロイス（田辺留依）、ヴィルシーナ（奥野香耶）、ヴィブロス（伊藤彩沙）、シンボリルドルフ（田所あずさ）、エアグルーヴ（青木瑠璃子）、ミホノブルボン（長谷川育美）、ライスシャワー（石見舞菜香）、サクラバクシンオー（三澤紗千香）、トーセンジョーダン（鈴木絵理）、マチカネフクキタル（新田ひより）、メイショウドトウ（和多田美咲）、メジロパーマー（のぐちゆり）、ダイタクヘリオス（山根綺）、コパノリッキー（稲垣好） | 「うまぴょい伝説」                                                                  | テレビアニメ『ウマ娘 プリティーダービー Season 3』エンディングテーマ      |
| 3月20日  | WINNING LIVE Remix ALBUM「ぱか☆アゲ↑ミックス」Vol.2                                                  | エアグルーヴ（青木瑠璃子）、カワカミプリンセス（高橋花林）、スイープトウショウ （杉浦しおり）、ニシノフラワー（河井晴菜）、メジロドーベル（久保田ひかり） | 「彩 Phantasia (YMCK Remix)」                                                       | ゲーム『ウマ娘 プリティーダービー』関連曲                                 |
| 7月17日  | THE IDOLM@STER CINDERELLA GIRLS STARLIGHT MASTER HEART TICKER! 08 スバル                             | 大石泉（大木咲絵子）、乙倉悠貴（中島由貴）、多田李衣菜（青木瑠璃子）、水本ゆかり（藤田茜）、神谷奈緒（松井恵理子） | 「スバル（M@STER VERSION）」                                                        | ゲーム『アイドルマスター シンデレラガールズ スターライトステージ』関連曲  |
| 7月17日  | THE IDOLM@STER CINDERELLA GIRLS STARLIGHT MASTER HEART TICKER! 08 スバル                             | 多田李衣菜（青木瑠璃子） | 「スバル（M@STER VERSION）」                                                        | ゲーム『アイドルマスター シンデレラガールズ スターライトステージ』関連曲  |

### その他参加楽曲
| 発売日  | 商品名                                                                             | 歌                                               | 楽曲                                    | 備考                                          |
| 2015年  | 2015年                                                                             | 2015年                                           | 2015年                                  | 2015年                                        |
| ------- | ---------------------------------------------------------------------------------- | ------------------------------------------------ | --------------------------------------- | --------------------------------------------- |
| 3月21日 | ラジオ「瑠璃子・葵のAO進化論」テーマソングCD                                       | 青木瑠璃子、葵                                   | 「AO進化論」                            | ラジオ『AO進化論』オープニングテーマ          |
| 3月21日 | ラジオ「瑠璃子・葵のAO進化論」テーマソングCD                                       | 青木瑠璃子、葵                                   | 「Always」                              | ラジオ『AO進化論』エンディングテーマ          |
| 6月10日 | CINDERELLA PARTY! でれぱDEないと をきかないと!! 〜あかるくせいそにかわいくきよく〜 | 原紗友里、青木瑠璃子                             | 「でれぱDEないと」                      | ラジオ『CINDERELLA PARTY!』オープニングテーマ |
| 6月10日 | CINDERELLA PARTY! でれぱDEないと をきかないと!! 〜あかるくせいそにかわいくきよく〜 | 原紗友里、青木瑠璃子                             | 「THE IDOLM@STER」 「きよしこの夜」     | ラジオ『CINDERELLA PARTY!』関連曲             |
| 6月10日 | CINDERELLA PARTY! でれぱDEないと をきかないと!! 〜あかるくせいそにかわいくきよく〜 | 原紗友里、青木瑠璃子、三宅麻理恵                 | 「どうにもとまらない」                  | ラジオ『CINDERELLA PARTY!』関連曲             |
| 6月10日 | CINDERELLA PARTY! でれぱDEないと をきかないと!! 〜あかるくせいそにかわいくきよく〜 | 原紗友里、青木瑠璃子、松田颯水                   | 「きのこの唄」                          | ラジオ『CINDERELLA PARTY!』関連曲             |
| 6月10日 | CINDERELLA PARTY! でれぱDEないと をきかないと!! 〜あかるくせいそにかわいくきよく〜 | 原紗友里、青木瑠璃子、杜野まこ                   | 「栄冠は君に輝く」                      | ラジオ『CINDERELLA PARTY!』関連曲             |
| 2016年  |                                                                                    |                                                  |                                         |                                               |
| 4月27日 | CINDERELLA PARTY! でれぱれ〜どがやってきた！ 〜イケてる彼女と楽しい公録〜          | 原紗友里、青木瑠璃子                             | 「でれぱれ〜ど」                        | ラジオ『CINDERELLA PARTY!』オープニングテーマ |
| 4月27日 | CINDERELLA PARTY! でれぱれ〜どがやってきた！ 〜イケてる彼女と楽しい公録〜          | 原紗友里、青木瑠璃子                             | 「Dear My Friend」 「Advance」          | ラジオ『CINDERELLA PARTY!』関連曲             |
| 4月27日 | CINDERELLA PARTY! でれぱれ〜どがやってきた！ 〜イケてる彼女と楽しい公録〜          | 原紗友里、青木瑠璃子、松嵜麗                     | 「ハグしちゃお」                        | ラジオ『CINDERELLA PARTY!』関連曲             |
| 4月27日 | CINDERELLA PARTY! でれぱれ〜どがやってきた！ 〜イケてる彼女と楽しい公録〜          | 原紗友里、青木瑠璃子、五十嵐裕美                 | 「休日の歌（Viva La Vida）」            | ラジオ『CINDERELLA PARTY!』関連曲             |
| 4月27日 | CINDERELLA PARTY! でれぱれ〜どがやってきた！ 〜イケてる彼女と楽しい公録〜          | 原紗友里、青木瑠璃子、黒沢ともよ                 | 「マル・マル・モリ・モリ!」             | ラジオ『CINDERELLA PARTY!』関連曲             |
| 2018年  |                                                                                    |                                                  |                                         |                                               |
| 8月1日  | CINDERELLA PARTY! でれぱ音頭 ＼ドンドンカッ／                                      | 原紗友里、青木瑠璃子                             | 「でれぱ音頭」                          | ラジオ『CINDERELLA PARTY!』オープニングテーマ |
| 8月1日  | CINDERELLA PARTY! でれぱ音頭 ＼ドンドンカッ／                                      | 多田李衣菜（青木瑠璃子）、前川みく（高森奈津美） | 「Twilight Sky」                        | ラジオ『CINDERELLA PARTY!』関連曲             |
| 8月1日  | CINDERELLA PARTY! でれぱ音頭 ＼ドンドンカッ／                                      | 原紗友里、青木瑠璃子、洲崎綾                     | 「タッチ」                              | ラジオ『CINDERELLA PARTY!』関連曲             |
| 8月1日  | CINDERELLA PARTY! でれぱ音頭 ＼ドンドンカッ／                                      | 原紗友里、青木瑠璃子、種﨑敦美                   | 「ロックン・オムレツ」                  | ラジオ『CINDERELLA PARTY!』関連曲             |
| 8月1日  | CINDERELLA PARTY! でれぱ音頭 ＼ドンドンカッ／                                      | 原紗友里、青木瑠璃子、飯田友子                   | 「Over Drive」                          | ラジオ『CINDERELLA PARTY!』関連曲             |
| 8月1日  | CINDERELLA PARTY! でれぱ音頭 ＼ドンドンカッ／                                      | 原紗友里、青木瑠璃子、三宅麻理恵                 | 「17才」                                | ラジオ『CINDERELLA PARTY!』関連曲             |
| 2022年  |                                                                                    |                                                  |                                         |                                               |
| 7月20日 | CINDERELLA PARTY! デレぱにぱにック&デレパノココロ 〜信じられないくらい素敵なCD〜   | 原紗友里、青木瑠璃子                             | 「デレぱにぱにック」 「デレパノココロ」 | ラジオ『CINDERELLA PARTY!』オープニングテーマ |
| 7月20日 | CINDERELLA PARTY! デレぱにぱにック&デレパノココロ 〜信じられないくらい素敵なCD〜   | 原紗友里、青木瑠璃子、和氣あず未                 | 「ペッパー警部」                        | ラジオ『CINDERELLA PARTY!』関連曲             |
| 7月20日 | CINDERELLA PARTY! デレぱにぱにック&デレパノココロ 〜信じられないくらい素敵なCD〜   | 原紗友里、青木瑠璃子、杜野まこ                   | 「狙いうち」                            | ラジオ『CINDERELLA PARTY!』関連曲             |
| 7月20日 | CINDERELLA PARTY! デレぱにぱにック&デレパノココロ 〜信じられないくらい素敵なCD〜   | 原紗友里、青木瑠璃子、山下七海                   | 「LOVE 2000」                           | ラジオ『CINDERELLA PARTY!』関連曲             |

## ライブ・イベント

### 合同ライブ
| 出演日               | タイトル                                                                                        | 会場                                         |
| -------------------- | ----------------------------------------------------------------------------------------------- | -------------------------------------------- |
| 2013年6月22日        | @JAM 2013                                                                                       | Zepp DiverCity (TOKYO)（東京都）             |
| 2013年8月23日        | Animelo Summer Live 2013 -FLAG NINE-                                                            | さいたまスーパーアリーナ（埼玉県）           |
| 2013年11月28日       | アイドルマスター シンデレラガールズ 2周年記念イベント                                           | 新宿ステーションスクエア（東京都）           |
| 2014年2月22日・23日  | THE IDOLM@STER M@STERS OF IDOL WORLD!!2014                                                      | さいたまスーパーアリーナ（埼玉県）           |
| 2014年4月5日・6日    | THE IDOLM@STER CINDERELLA GIRLS 1stLIVE WONDERFUL M@GIC!!                                       | 舞浜アンフィシアター（千葉県）               |
| 2014年8月30日        | Animelo Summer Live 2014 -ONENESS-                                                              | さいたまスーパーアリーナ（埼玉県）           |
| 2014年9月21日        | TOKYOアニメパーク BANDAI NAMCO ANIME CAMP 2014                                                  | 潮風公園太陽の広場（東京都）                 |
| 2014年11月30日       | THE IDOLM@STER CINDERELLA GIRLS 2ndLIVE PARTY M@GIC!!                                           | 国立代々木第一体育館（東京都）               |
| 2015年1月24日        | リスアニ! LIVE 5 SATURDAY STAGE                                                                 | 日本武道館（東京都）                         |
| 2015年1月31日        | CINDERELLA REAL PARTY! 01 〜あかるくせいそにかわいくきよく〜                                    | 科学技術館 サイエンスホール（東京都）        |
| 2015年6月13日        | CINDERELLA REAL PARTY! 02 〜イケてる彼女と楽しい公録〜                                          | 山野ホール（東京都）                         |
| 2015年7月18日・19日  | THE IDOLM@STER M@STERS OF IDOL WORLD 2015                                                       | 西武プリンスドーム（埼玉県）                 |
| 2015年8月2日         | THE IDOLM@STER CINDERELLA GIRLS SUMMER FESTIV@L 2015 東京公演                                   | 舞浜アンフィシアター（千葉県）               |
| 2015年8月23日        | THE IDOLM@STER CINDERELLA GIRLS SUMMER FESTIV@L 2015 大阪公演                                   | グランキューブ大阪（大阪府）                 |
| 2015年8月29日        | Animelo Summer Live 2015 -THE GATE-                                                             | さいたまスーパーアリーナ（埼玉県）           |
| 2015年11月28日・29日 | THE IDOLM@STER CINDERELLA GIRLS 3rdLIVE シンデレラの舞踏会 - Power of Smile -                   | 幕張メッセ国際展示場 9-11番ホール（千葉県）  |
| 2016年2月28日        | CINDERELLA REAL PARTY! 03 〜あつまれ！プロデューサー すてきなパレード in らんらんホール〜       | よみうりランド日テレらんらんホール（東京都） |
| 2016年8月26日        | Animelo Summer Live 2016 刻-TOKI-                                                               | さいたまスーパーアリーナ（埼玉県）           |
| 2016年9月3日・4日    | THE IDOLM@STER CINDERELLA GIRLS 4thLIVE TriCastle Story Starlight Castle                        | 神戸ワールド記念ホール（兵庫県）             |
| 2016年10月16日       | THE IDOLM@STER CINDERELLA GIRLS 4thLIVE TriCastle 346 Castle                                    | さいたまスーパーアリーナ（埼玉県）           |
| 2016年11月19日       | THE IDOLM@STER CINDERELLA GIRLS 5th Anniversary Party                                           | 森のホール21（千葉県）                       |
| 2017年2月19日        | CINDERELLA REAL PARTY! 04 〜わいわいつどえ！しょ〜ねんしょうじょ いやよいやよも好きのうち〜     | 山野ホール（東京都）                         |
| 2017年5月27日・28日  | THE IDOLM@STER CINDERELLA GIRLS 5thLIVE TOUR Serendipity Parade!!! 石川公演                     | 石川県産業展示館4号館（石川県）              |
| 2017年6月24日・25日  | THE IDOLM@STER CINDERELLA GIRLS 5thLIVE TOUR Serendipity Parade!!! 静岡公演                     | エコパアリーナ（静岡県）                     |
| 2017年7月1日         | ウマ娘 プリティーダービー 1st EVENT「Special Weekend!」                                         | 舞浜アンフィシアター（千葉県）               |
| 2017年8月13日        | THE IDOLM@STER CINDERELLA GIRLS 5thLIVE TOUR Serendipity Parade!!! さいたまスーパーアリーナ公演 | さいたまスーパーアリーナ（埼玉県）           |
| 2017年11月5日        | CINDERELLA PARTY! 〜デレパ参周年記念祝賀会〜                                                    | 白金高輪SELENE STUDIO（東京都）              |
| 2018年4月7日・8日    | THE IDOLM@STER CINDERELLA GIRLS Initial Mess@ge                                                 | 台北国際会議中心（台湾 台北市）              |
| 2018年7月7日         | ANISONG WORLD MATSURI 〜JAPAN KAWAII LIVE〜                                                     | マイクロソフトシアター（アメリカ）           |
| 2018年10月14日       | ウマ娘 プリティーダービー 2nd EVENT「Sound Fanfare！」                                          | 幕張イベントホール（千葉県）                 |
| 2018年10月20日       | CINDERELLA REAL PARTY! 05 〜この時をまっていた！うきうきようきなうんどうかい〜                  | 市川市文化会館（千葉県）                     |
| 2018年11月10日       | THE IDOLM@STER CINDERELLA GIRLS 6thLIVE MERRY-GO-ROUNDOME!!! メットライフドーム公演             | メットライフドーム（埼玉県）                 |
| 2018年12月1日・2日   | THE IDOLM@STER CINDERELLA GIRLS 6thLIVE MERRY-GO-ROUNDOME!!! ナゴヤドーム公演                   | ナゴヤドーム（愛知県）                       |
| 2019年1月6日・7日    | アイドルマスター シンデレラガールズ スターライトクルーズ                                        | ぱしふぃっくびいなす（神奈川県から出港）     |
| 2019年6月16日        | アイドルマスター シンデレラガールズ プロデューサーさん感謝祭 in 新木場スタジオコースト          | STUDIO COAST（東京都）                       |
| 2019年7月13日        | CINDERELLA REAL PARTY! 06 〜超！Excited!! ノリ遅れるな 輪になろう◎〜                            | めぐろパーシモンホール（東京都）             |
| 2019年10月20日       | バンダイナムコエンターテインメントフェスティバル                                                | 東京ドーム（東京都）                         |
| 2020年2月15日・16日  | THE IDOLM@STER CINDERELLA GIRLS 7thLIVE TOUR Special 3chord♪ Glowing Rock!                      | 京セラドーム大阪（大阪府）                   |
| 2021年2月27日        | リスアニ! LIVE 2021                                                                             | 日本武道館（東京都）                         |
| 2021年7月11日        | CINDERELLA REAL PARTY! 07 Derepa is Gentle and Elegant                                          | 有楽町よみうりホール（東京都）               |
| 2021年8月28日        | ウマ娘 3rd EVENT「WINNING DREAM STAGE」                                                         | 東京ガーデンシアター（東京都）               |
| 2021年11月27日・28日 | THE IDOLM@STER CINDERELLA GIRLS 10th ANNIVERSARY M@GICAL WONDERLAND TOUR!!! Celebration Land    | 幕張イベントホール（千葉県）                 |
| 2022年4月2日・3日    | THE IDOLM@STER CINDERELLA GIRLS 10th ANNIVERSARY M@GICAL WONDERLAND!!!                          | ベルーナドーム（埼玉県）                     |
| 2022年6月25日        | CINDERELLA REAL PARTY! 08 Panical Emotioful Land                                                | 科学技術館 サイエンスホール（東京都）        |
| 2022年9月4日         | THE IDOLM@STER CINDERELLA GIRLS LIKE4LIVE #cg_ootd                                              | 日本ガイシホール（愛知県）                   |
| 2022年11月26日・27日 | THE IDOLM@STER CINDERELLA GIRLS Twinkle LIVE Constellation Gradation                            | ベルーナドーム（埼玉県）                     |
| 2023年6月11日        | THE IDOLM@STER CINDERELLA GIRLS 燿城夜祭 -かがやきよまつり-                                     | 大阪城ホール（大阪府）                       |
| 2023年8月6日         | CINDERELLA REAL PARTY! 09〜御利神（オリジン）〜                                                 | ニッショーホール(ヤクルトホール)（東京都）   |
| 2024年10月13日       | CINDERELLA REAL PARTY! 10 拾年の宴〜舟民の舞ｗｗ                                                | 新ニッショーホール（東京都）                 |

### シリーズ一覧
1. ↑  1stシーズン（2015年）、2ndシーズン（2015年）
2. ↑  第2期（2017年）、第3期（2018年）、第4期『CLIMAX SEASON』（2019年）
3. ↑  第1期（2018年）、Season 2（2021年）、Season 3（2023年）
4. ↑  第1期（2021年）、第2期（2022年）
5. ↑  第1期（2021年）、第2期（2022年）
6. ↑  Season2（2022年）、Season3（2023年）
7. ↑  第1期（2023年）、第2期（2024年）
8. ↑  Season 1（2024年）、Season 2 -Arise from the Shadow-（2025年）
9. ↑  『シンデレラガールズ』（2012年 - 2022年）、『スターライトステージ』（2015年 - 2024年）、『ビューイングレボリューション』（2016年）
10. ↑  『アズールレーン』（2019年 - 2020年）、『クロスウェーブ』（2020年）[96]

### ユニットメンバー
1. ↑  島村卯月（大橋彩香）、小日向美穂（津田美波）、三村かな子（大坪由佳）、渋谷凛（福原綾香）、多田李衣菜（青木瑠璃子）、神崎蘭子（内田真礼）、本田未央（原紗友里）、城ヶ崎美嘉（佳村はるか）、城ヶ崎莉嘉（山本希望）
2. ↑  渋谷凛（福原綾香）、多田李衣菜（青木瑠璃子）、神崎蘭子（内田真礼）
3. 1 2 3  島村卯月（大橋彩香）、渋谷凛（福原綾香）、本田未央（原紗友里）、双葉杏（五十嵐裕美）、三村かな子（大坪由佳）、城ヶ崎莉嘉（山本希望）、神崎蘭子（内田真礼）、前川みく（高森奈津美）、諸星きらり（松嵜麗）、多田李衣菜（青木瑠璃子）、赤城みりあ（黒沢ともよ）、新田美波（洲崎綾）、緒方智絵里（大空直美）、アナスタシア（上坂すみれ）
4. 1 2 3  前川みく（高森奈津美）、多田李衣菜（青木瑠璃子）
5. ↑  木村夏樹（安野希世乃）、安部菜々（三宅麻理恵）